# Oluf Bagge
Oluf Olufsen Bagge (Copenhague, 22 de diciembre de 1780-22 de septiembre de 1836) fue un dibujante y grabador danés.

## Biografía
Era hijo de Svend Olufsen Bagge, archivero del Comisariado General. Se graduó en 1800 en la Escuela de Kolding, donde obtuvo el Filosofikum.
A continuación aprendió el arte del grabado en cobre, sobre todo en el extranjero, entre 1821 y 1824. Entre sus principales obras figuran varias planchas para la Flora Danica. También pueden mencionarse los Blomstertegninger for Ungdommen ("Dibujos de flores para jóvenes" de Johannes Ludvig Camradt y grabados para algunas de sus propias obras de ficción. También grabó varios mapas.
Estaba casado con Karen Nielsen y era un amigo cercano de Christoffer Wilhelm Eckersberg, cuyo hijo Erling Eckersberg y su esposa cuidaron, mientras Eckersberg estaba en un viaje educativo.